# Temporada 1931-1932 de l'EC Granollers

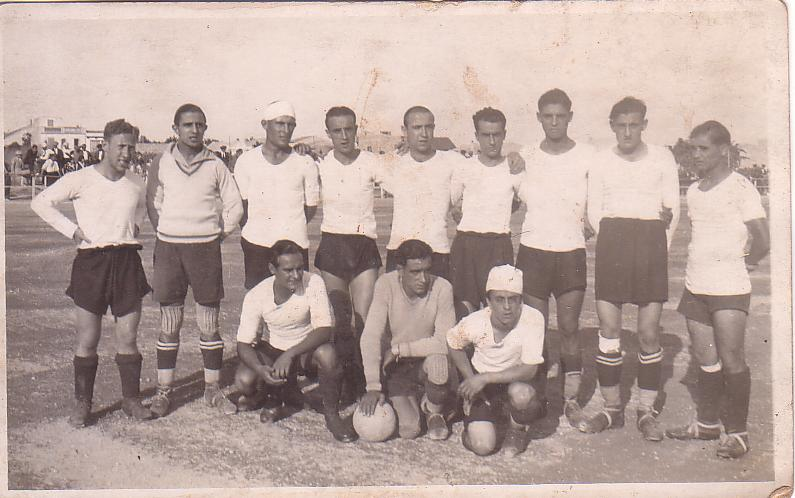
Granollers Sport Club (31-32)

En la seva segona temporada a la categoria de plata del Campionat de Catalunya, el Granollers Sport Club va millorar l'actuació de l'any anterior quedant tercer del seu grup, però l'FC Vilafranca li va barrar el pas cap a la lligueta de promoció en una contundent eliminatòria que no reflectia la bona trajectòria durant la fase regular. Acabada la temporada, l'equip va participar en els tornejos amistosos Copa Catalunya i Copa Llevant, oferts per UE Sants i CF Badalona respectivament.

## Fets destacats
1931
- 20 de desembre: a l'últim partit de lliga el Granollers s'assegurava el tercer lloc amb una victòria per 5 a 2 davant un rival directe, el Ripollet.[1]

1932
- 24 de gener: l'eliminatòria comença amb mal peu i el Granollers perd per 1 a 2 a casa el partit d'anada contra el Vilafranca.[2]
- 31 de gener: es confirma l'eliminació després d'un fatídic 5 a 0 en terres penedenques.[3]

## Plantilla
| Jugador   | PJ | GM | GE |
| --------- | -- | -- | -- |
| Lladó     | 12 |    |    |
| Sala      | 12 |    |    |
| Úbeda     | 12 | 4  |    |
| Rifé      | 11 |    |    |
| Canet     | 11 | 2  |    |
| Aliart    | 11 | 3  |    |
| Miralles  | 10 |    |    |
| Carmona   | 9  | 5  |    |
| Gallofré  | 8  |    | 12 |
| Argemí    | 7  | 7  |    |
| Rebollo   | 6  |    |    |
| Cuchi     | 6  | 1  |    |
| Garí      | 6  | 3  |    |
| Mateu     | 6  |    | 14 |
| Costals   | 5  |    |    |
| Casanovas | 1  |    |    |
|           |    | 18 | 26 |

| Gallofré Lladó Miralles Argemí Sala Rifé Carmona Canet Garí Aliart Úbeda |
| Temporada 1931-1932: onze tipus                                          |

## Calendari
| 1a volta | 1a volta   | 2a volta   | 2a volta |
| 0-0      | Granollers | Terrassa   | 1-5      |
| 1-2      | Girona     | Granollers | 1-3      |
| 5-2      | Iluro      | Granollers | 0-2      |
| 3-0      | Granollers | Athletic   | 1-0      |
| 2-1      | Horta      | Granollers | 0-2      |
| 2-1      | Granollers | Manresa    | 2-2      |
| 2-2      | Ripollet   | Granollers | 2-5      |

| Posició | J  | G | E | P | GF | GC | DG | Punts |
| ------- | -- | - | - | - | -- | -- | -- | ----- |
| 3r      | 14 | 8 | 3 | 3 | 28 | 21 | 7  | 19    |

| Anada | Anada      | Tornada    | Tornada |
| 1-2   | Granollers | Vilafranca | 0-5     |

| 1a volta | 1a volta   | 2a volta    | 2a volta |
| 3-1      | Terrassa   | Granollers  | —        |
| 4-0      | Granollers | Vilafranca  | —        |
| 1-1      | Ripollet   | Granollers  | —        |
| 4-1      | Granollers | Santboià    | —        |
| 3-2      | Iluro      | Granollers  | —        |
| 3-1      | Granollers | Sant Andreu | —        |
| 2-2      | Sants      | Granollers  | —        |
| 6-3      | Granollers | Horta       | —        |

| Posició | J | G | E | P | GF | GC | DG | Punts |
| ------- | - | - | - | - | -- | -- | -- | ----- |
| 2n      | 8 | 4 | 2 | 2 | 16 | 14 | 2  | 10    |

| 1a volta | 1a volta    | 2a volta   | 2a volta |
| 3-0      | Sant Andreu | Granollers | 1-2      |
| 2-4      | Granollers  | Badalona   | 1-1      |
| 1-1      | Iluro       | Granollers | 0-1      |
| 2-1      | Granollers  | Júpiter    | 0-0      |
| 0-1      | Ripollet    | Granollers | 1-1      |
| 8-0      | Granollers  | Girona     | 1-4      |

| Posició | J  | G | E | P | GF | GC | DG | Punts |
| ------- | -- | - | - | - | -- | -- | -- | ----- |
| 4t      | 12 | 5 | 4 | 3 | 20 | 16 | 4  | 14    |

Nota
- La Copa Catalunya s'abandonà a la vuitena jornada per donar pas al Torneig de Promoció a la Primera Categoria del Campionat de Catalunya.[4]